# 刁整
刁 整（ちょう せい、生年不詳 - 537年）は、北魏から東魏にかけての官僚・軍人。字は景智。本貫は勃海郡饒安県。

## 経歴
刁遵の三男として生まれた。若くして経書や史書を渉猟し、郡功曹となった。491年（太和15年）、奉朝請となった。493年（太和17年）、孝文帝が洛陽に遷都すると、刁整は司空法曹参軍に任じられた。
499年（太和23年）、孝文帝が南征の軍を起こし、広陽王元嘉が荊州に駐屯すると、刁整は元嘉の下で外兵参軍事となった。まもなく咸陽王元禧の下に転じて、やはり外兵参軍をつとめた。景明年間、給事中に任じられ、荊州中正を兼ねた。まもなく尚書左中兵郎中に任じられた。506年（正始3年）、南朝梁の江州刺史の王茂が荊州に進攻してくると、平南将軍の楊大眼が迎撃にあたることとなり、刁整は持節として楊大眼の軍司をつとめた。楊大眼は王茂の軍を破り、南朝梁の輔国将軍の王花らを斬った。508年（永平元年）、刁整は軍功により員外散騎常侍の位を受け、郎中に任じられた。514年（延昌3年）秋、郎中のまま右軍将軍の号を受けた。まもなく驍騎将軍に転じた。516年（熙平元年）、父が死去したため、辞職して喪に服した。
520年（正光元年）、中山王元熙が元叉らを除くことを名目に鄴で起兵したが、敗死した。刁整の弟の妻が元熙の姉だったことから、刁整は危険を顧みずに元熙の遺体を収容して隠し、後に元熙の親族に返還した。元叉はこのことを聞いて刁整を憎み、元熙の弟の元略が南朝梁に亡命したことを理由に、刁整と弟の刁宣と子の刁恭らを捕らえて獄に繋いだ。御史の王基や前軍将検事使の魏子建が刁整らの冤罪を明らかにしたため、釈放された。後に刁整は征虜将軍より范陽郡太守として出向した。ときに河北は兵乱のため戦禍を受けたが、刁整は在任のあいだ范陽郡を守ることができた。刁整が離任するとまもなく、范陽郡は反乱側の手に落ちた。525年（正光6年）、霊太后が政権に返り咲くと、刁整は安南将軍・光禄大夫の位を受けた。
刁整は老齢の母を抱えていたが、河北は戦乱に陥って危険であった。ちょうど族弟の刁双が西兗州刺史となったことから、刁整は一家とともに刁双を頼った。528年（永安元年）、金紫光禄大夫の位を受けた。529年（永安2年）、黄門を兼ねた。元顥が洛陽に入ると、刁整は滄州刺史に任じられた。孝荘帝が洛陽に帰還すると、刁整は元顥に与した罪を問われて免官された。後に郷里に帰った。
530年（永安3年）9月、孝荘帝が爾朱栄を殺害すると、刁整は鎮東将軍・行滄州事に任じられた。531年（普泰元年）、仮の征東大将軍・滄冀瀛三州刺史・大都督となった。まもなく車騎将軍・右光禄大夫の位を加えられた。郷里が反乱の被害に遭ったため、刁整は母を連れて斉州に避難した。衛大将軍の号を加えられた。537年（天平4年）、鄴で死去した。司空公の位を追贈された。諡は文献といった。
子に刁柔があった。

## 伝記資料
- 『魏書』巻38 列伝第26
- 『北史』巻26 列伝第14